# Petr Pithart
Petr Pithart (n. en Kladno el 2 de enero de 1941) es un político, abogado y científico político checo que fue Primer ministro de la República Checa (cuando era una región federal de Checoslovaquia) del 6 de febrero de 1990 al 2 de julio de 1992. Fue senador por Chrudim de 1996 a 2012 y fue presidente del Senado del 18 de diciembre de 1996 al 16 de diciembre de 1998 y nuevamente del 19 de diciembre de 2000 al 15 de diciembre de 2004.
El 1 de enero de 2018 Pithart recibió de manos del presidente de Eslovaquia, Andrej Kiska, la Orden de la Doble Cruz Blanca, segunda clase.

## Carrera política
Pithart fue miembro del Partido Comunista de Checoslovaquia desde 1960, estuvo activo durante la Primavera de Praga, dejó el partido después de la invasión soviética. Posteriormente fue uno de los más prominentes disidentes contra el régimen comunista y fue encarcelado por sus actividades, incluyendo ser uno de los firmantes de la Carta 77. En 1989 fue uno de los líderes del Foro Cívico, fundado al inicio de la Revolución de Terciopelo; participó en las negociaciones para cambiar los gobiernos federal, checo y eslovaco. Fue nombrado Primer ministro de la República Socialista Checa, que posteriormente se convirtió en la República Checa.
Su gobierno checo fue incapaz de hacer frente al creciente poder del ministro federal de Finanzas Václav Klaus y su Partido Cívico Democrático, ni contra el creciente nacionalismo eslovaco que llevó a la disolución de Checoslovaquia en 1992 y la derrota del partido de Pithart, el Movimiento Cívico; ambos partidos surgieron en 1991 tras la disolución del Foro Cívico.
Pithart intentó en convertirse en presidente de la República Checa en la elección presidencial de 2003, pero perdió ante Václav Klaus.
En 1998 Pithart ingresó en la Unión Cristiana y Demócrata-Partido Popular Checoslovaco. Fue elegido senador en 1996 y reelegido en 2000 y 2006. Fue el Primer vicepresidente del Senado de la República Checa de 2004 a 2012. Se retiró en 2012.